# Wanda Semrad

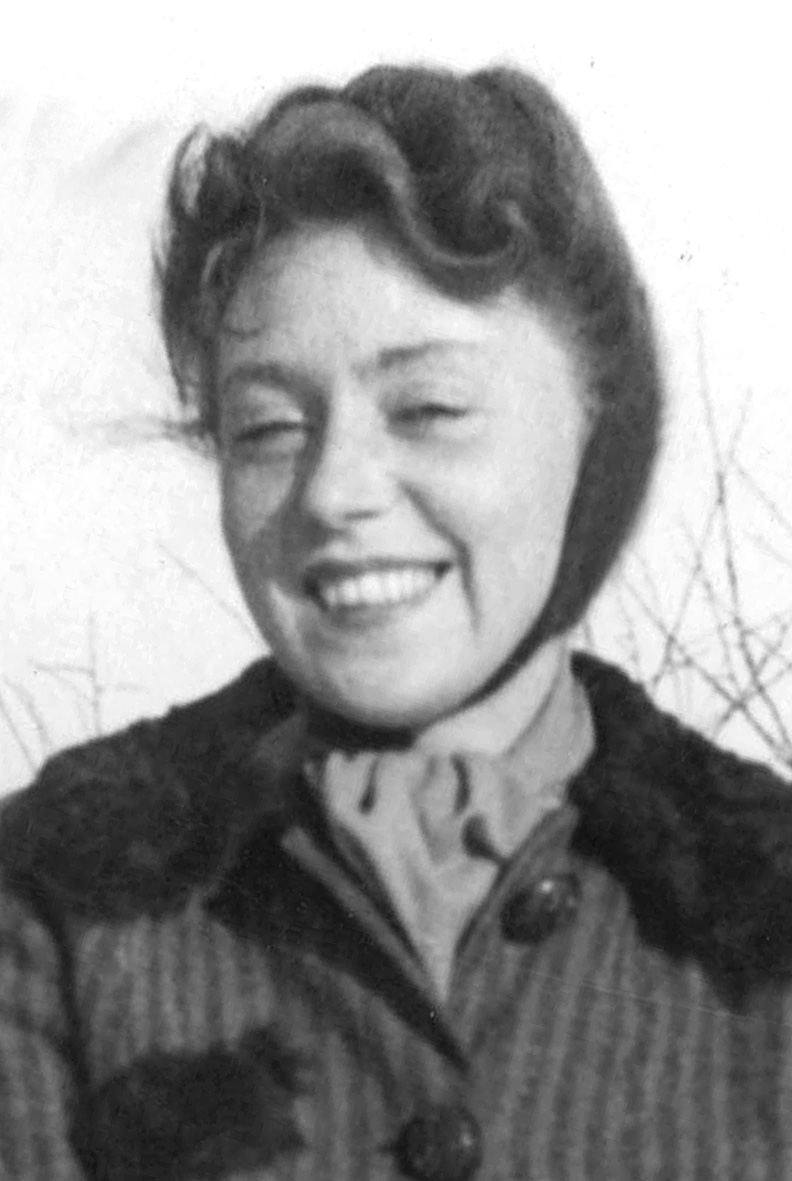
Wanda Semrad, 1941

Wanda Semrad (* 3. Dezember 1914 in Krakau; † 21. September 1986 in Wien) ist eine österreichische Gerechte unter den Völkern.

## Leben
Wanda wuchs in Krakau auf, ihr Vater, Prof. Stobka war Germanistikprofessor an der Jagiellonen-Universität. Sie studierte Agrarwissenschaften und lernte ihren Ehemann Ludwig Semrad 1939 bei einer Einkaufsreise in Wien kennen. 1940 heiratete man in Czyzyny bei Krakau, wo der Tabakfachmann Ludwig Semrad schon Direktor einer Tabakfabrik war. 1941 wurde ihr Ehemann Ludwig Semrad, welcher auch diese Auszeichnung trägt, mit der Leitung einer Tabakfabrik / Zigarettenfabrik in Jagelnica (damals Ostgalizien) beauftragt. In den folgenden Jahren nahm das Ehepaar Semrad zahlreiche jüdische Hilfsarbeiter im Unternehmen auf, um sie vor der Deportation zu retten.
1942 rettete sie, ohne Rücksicht auf ihr eigenes Leben, die Ehefrau Bella und die drei Kinder des jüdischen Direktors Reuven Wolkowicz vor der Verhaftung und versteckte diese bis zur Befreiung.
Am 11. Januar 1979 wurden Wanda und Ludwig Semrad von Yad Vashem als Gerechte unter den Völkern ausgezeichnet.